# 변형태
변형태(邊衡泰, 1987년 2월 5일~)는 대한민국의 전직 스타크래프트 프로게이머, 전직 프로게임단 코치이다. 아이디는 Iris[gm]이며, 상대 종족을 가리지 않는 공격적인 플레이 스타일에서 유래된 '광전사(버서커)'란 별명을 가지고 있다. 2012년에는 Iris[gm] 대신 Berserker란 아이디를 썼다. e스포츠 전문 웹매거진 e스포츠인벤의 기자로 활동하다 그만두고 현재는 아프리카tv에서 개인방송을 하고 있다.

## 개요
2004년 겨울 슈마 GO(현 CJ 엔투스)팀에 입단하면서 프로게이머 생활을 시작했다.
2006년 겨울부터는 기량이 급성장하여 신한은행 스타리그 2006 시즌3 3위, Daum 스타리그 준우승 등의 좋은 성적을 냈다. 특히 김준영(당시 웅진 스타즈)과 펼친 Daum 스타리그 결승전에선 두 세트를 선취하고도 2:3으로 역하며 아쉽게 우승을 놓쳤다.
준우승 이후엔 한동안 부진했으나, 최근 양방송사 오프라인 예선을 잇달아 통과하며 양대리거로 복귀하였다. 한편 2008 프로리그 중반부터 박영민의 이어 팀 주장으로 선임 되었으며 이번 08 - 09 시즌에도 팀의 주장을 맡고 있다. 2009년 현재 곰TV 클래식 시즌3 결승전에서 이영호(KT 롤스터)에게 1:3으로 패배하며 준우승을 차지했다. 아발론 온라인 MSL 2009에서는 4강에 진출, 팀 후배인 한상봉을 2:0까지 몰아붙였으나 연속으로 3경기를 패하며 결승 진출은 좌절되었다
2010년 10월 25일에 김태훈과 함께 공군 ACE에 입대하였다. 광전사라는 별명답게 몰아치는 공격 스타일을 많이 선보인다. 올드게이머 중에서도 여전히 경기력과 승률은 좋은 편이다.
2012년 10월 27일에 김태훈과 같은날에 제대했다.
2012년 12월 24일 프로게이머를 은퇴하고, 아주부의 스타크래프트2 종목 코치로 영입되었고 2014년 2월 팀이 해체될 때까지 코치직을 맡았다.
아이템베이 8차 소닉 스타리그 참가를 선언해 화제가 되기도 했다.
2014년부터 인벤의 e스포츠 담당 기자로 활동하고 있다가 그만두고 아프리카TV BJ로 활동중이다.

## 명경기
- 신한은행 스타리그 2006 시즌3 4강 - 對 마재윤 (2007.2.16)

5세트까지 가는 접전 끝에 마재윤의 3:2 승리로 끝났다. 특히 네오 알카노이드에서 펼쳐진 5세트는 경기 시간만 30분을 넘긴 혈전이었다. 변형태는 끊임없는 바이오닉 병력 생산으로 마재윤을 흔들었고, 마재윤은 이를 신기에 가까운 방어로 버텨내며 후반을 도모했다.
승부의 분수령은 마재윤의 7시 몰래멀티였다. 중반 이후 치열한 공방이 오가는 가운데, 변형태는 정찰도 되지 않은 상황에서 정확히 7시 방향으로 드랍쉽을 보냈다. 마린 몇 기만 당도해도 승리가 가까워질 상황이었으나, 드랍쉽에서 내린 것은 병력이 아닌 SCV들이었다. 이는 경기를 중계하던 김태형 해설이 "역대 최고의 반전"이라고 할 만큼 결정적인 장면이었고, 당황한 변형태는 이내 흔들린 모습을 보이기 시작했다.
이후 멀티 확장에 실패한 변형태는 결국 자원이 모두 마르며 GG를 선언했고, 마재윤은 이틀 연속으로 치러진 양대리그 4강을 모두 3:2로 승리하며 스타리그, MSL 결승 동시 진출이라는 위업을 달성했다. 비록 경기에선 패배했으나, 변형태 역시 이날 보여준 분전으로 팬들의 한층 높은 평가를 얻게 되었다.
- Daum 스타리그 결승 - 對 김준영 (2007.7.21)

두 선수 모두 첫 결승이었던 Daum 스타리그 결승전. 김준영에게 뼈아픈 패배를 여러 번 당한 바 있는 변형태로선 설욕의 기회이자 첫 우승의 찬스였다. 1세트를 선취한 변형태는 저그가 유리하다고 평가받던 몽환에서의 2세트까지 따내며 2:0으로 앞서나갔다.
히치하이커에서의 3세트 또한 강력한 탱크 조이기로 우승의 목전까지 다다랐으나, 김준영의 침착한 대처 및 뮤탈 역공에 무너지며 한 세트를 내주었다. 몬티홀에서 펼쳐진 4세트에선 김준영의 전략이 빛을 발했다. 김준영은 일전에 심소명이 선보였던 전진 해처리 전략을 성공시켰고, 이내 빠른 테크와 고급 유닛 조합으로 변형태의 본진을 초토화시키며 GG를 받아냈다.
파이썬에서 펼쳐진 5세트는 혈전 중의 혈전이었다. 시종 팽팽한 공방이 오고 갔으며, 경기 후반까지 한 쪽의 우위를 예상하기 힘들 정도로 난전에 난전을 거듭했다. 두 선수의 집중력 또한 최고조에 달했다.
승패를 가른 것은 김준영의 스컬지였다. 김준영은 다수의 스컬지로 변형태의 사이언스 배슬들을 남김없이 파괴했고, 최종 유닛인 울트라리스크와 디파일러 조합으로 상대 자원줄을 끊어내며 경기를 마무리했다. 2:0으로 앞서가던 변형태로선 통한의 역전패였고, 스타리그 결승전 최초의 리버스 스윕에 성공한 김준영에겐 극적인 우승이었다.
경기 직후 김준영은 아버지와 함께 기쁨을 나누었고, 변형태는 깨끗하게 패배를 인정하며 팬들의 박수를 받았다. 이날 경기는 스코어로나 내용으로나 가장 극적인 결승전 중 하나로 평가받는다.
- 아발론 MSL 8강 변형태 vs 김택용 (2009.08.04)

분리형 5전제로 펼쳐졌던 MSL 8강. 당시 양대 메이저 리그(온게임넷 스타리그-MBC게임 MSL) 최후의 프로토스였던 김택용과 ARENA MSL 이후 오랜만에 MSL 테란의 4강 진출을 노리던 변형태가 만난 경기였다.
1경기에선 변형태가 장기였던 투 팩토리를 이용한 공격적 전략으로 이를 예측하지 못했던 김택용을 예상을 깨고 완벽하게 격파했다. 2경기에선 김택용이 특유의 다크템플러 플레이를 활용하여 스코어를 동일하게 만들었고 3, 4 경기 역시 각각 변형태과 김택용이 승리를 차지하게 된다.
한경기씩 주고받는 와중에 5경기에서 기적적인 역전 경기를 보여주었다. 김택용이 전진 로버틱스로 큰 성과를
보지 못했음에도 불구하고 자원의 우위로 압도적인 경기를 펼치던 와중에 변형태는 끈질기게 벌쳐를 통해
김택용의 멀티를 견제하고 끝내 파괴하는 데 성공, 자원 상황이 역전되면서 되려 변형태의 병력이
김택용을 압도하며 승리하여 4강에 올라가게 된다.
부진에 빠져있던 변형태에겐 오랜만에 찾아온 결승진출의 기회였으며, 드디어 명경기의 피해자가 되지 않고
승자가 됐다는 점에서 의미가 깊었다. 그리고 최후의 프로토스를 탈락시킨 경기기도 했다.
하지만, 4강에서 한상봉을 상대로 개인 통산 두 번째로 역스윕을 당하며 4강에서 탈락하는 아쉬운 모습을
보여주고 말았다.

## 5전 3선승제 저그전의 악연
변형태는 5전 3선승제 경기에서 저그를 4번 만나서 팀동료였던 김정우를 제외하곤 모두 패배했는데, 특히 중요한 순간마다 발목을 잡았다, 생애 첫 5전 3선승제 경기였던 신한은행 스타리그 시즌 3 4강에서 팀동료 마재윤과 5전까지 가는 접전 끝에 아쉽게 석패하며 결승전에 오르지 못했고 생애 첫 결승이었던 다음 스타리그에서도 대인배 김준영에게 2:3으로 패배하였다 최근 TG 삼보 - 인텔 클래식 4강에서 팀동료 김정우를 꺾고 결승에 진출하여 악연이 끊기는 듯했으나 아발론 MSL에서 팀동료 한상봉에게 2:3으로 패배하면서 저그전 다전제의 악연이 이어지고 있다.
변형태의 5전 3선승제 저그전
- 신한은행 스타리그 2006 시즌3 4강 - 변형태 2:3 마재윤
- Daum 스타리그 결승 - 변형태 2:3 김준영
- TG 삼보 - 인텔 클래식 S3 4강 - 변형태 3:0 김정우
- 아발론 온라인 MSL 2009 4강 - 변형태 2:3 한상봉

## 주요 선수들과의 전적
변형태가 은퇴했으므로 이 전적들은 더 이상 변하지 않는다.

#### 염보성
테란전 최강자로 평가받는 변형태지만 그에게도 천적테란이 있다. 무엇보다도 이영호 외에도 염보성이 대표적이었는데, 염보성에게는 한경기밖에 이기지 못했으므로 1:6. SKY 프로리그 2005 후기리그 2라운드 POS전 1세트에서 처음 만나 염보성에 패했고, 이어 신한은행 프로리그 2007 후기리그 2라운드 MBC게임전 4세트, 신한은행 프로리그 2008 1라운드 MBC게임전 4세트, 신한은행 프로리그 08-09 2라운드 MBC게임전 3세트(이경기를 패배하면서 MBC게임에 리버스 스윕으로 패배를 하였다.), 신한은행 프로리그 10-11 4라운드 MBC게임전 2세트(하지만 이어 출전한 손석희가 3킬로 승리를 이끌며 16연패중이던 팀이 연패에서 탈출하는데 성공했다.), 5라운드 MBC게임전 3세트에서도 패했다. 그러나 SK플래닛 스타크래프트 프로리그 시즌2 2라운드 제8게임단전 후반전 1세트에서 스타2로 승리를 하며 상대전적 전패를 끊었다.

#### 이영호
염보성에게도 약하지만 이영호에게도 약하다. 상대전적은 공식전만 따지면 0:3으로 열세이며 비공식전까지 합치면 1:6으로 더 열세송병구와는 그래도 계속 접전중이었다. 상대전적은 공식전만으로는 7:8로 밀리며 비공식전까지 합치면 8:13으로 더 열세다. ,
이성은에는 약한습이다. 상대전적에서 4:2로 앞서직. SKY 프로리그 2006 전기리그 1라운드 삼성전자전 1세트와 신한은행 스타리그 2006 Season 2 16강 G조에서 2:0으로 승리하며팹까지는 3:0이었다. 하지만 신한은행 프로리그 08-09 1라운드 삼성전자전 4세트에서 패하면서 전스리끊겼고패5라운드 삼성전자전 3세트에서도 패했다. 하지만 스리이오프 2차전 삼성전자전 5세트에서는 변형태가 승리하였다.

#### 박성준
저그전에 다소 약하다는 평가를 받는 변형태는 이제동, 박성준등에 약한데, 투신 박성준에도 매우 약하다. 상대전적에서 3:8로 열세다. 첫만남은 SKY 프로리그 2004 2라운드 머큐리리그 1경기로 이때 박성준에 패했다. 이어 에버 스타리그 2005 8강 2조 경기서도 박성준에게만 두번 패했다. 그러나 SKY 프로리그 2005 전기리그 1라운드 POS전 3세트에서는 승리하면서 전패탈출에 성공. 그러나 KTF 비기 KeSPA컵 2005 3, 4위전 5세트에서 또 패했으며, 신한은행 스타리그 2005 16강 B조 1경기에서도 패했고, SKY 프로리그 2006 전기리그 플레이오프 POS전 1세트에서도 패했다. 에버 스타리그 2007에서는 16강에서 세차례 맞붙었는데, B조 2경기에서는 승리했지만, 재경기 2경기에서는 패배, 재재경기 3경기에서는 다시 승리했다. 그러나 2007 3차 듀얼토너먼트 A조 패자전에서는 또 설욕당했다.

#### 이신형
그러나 이신형에게는 완전 강하다. 신한은행 프로리그 09-10 5라운드 STX전 5세트에서 처음 만나 승리했으며, 신한은행 프로리그 10-11 3라운드 STX전 5세트에서 다시 만나 또 승리했으며, SK플래닛 스타크래프트 프로리그 시즌1 2라운드 STX전 1세트에서 또 만나 승리하면서 상대전적 3:0 강세.

#### 김정우
김정우와는 공식전만으로는 0:2이나, 비공식전까지 합치면 3:2 강세다. 첫만남은 비공식전인 TG삼보-인텔 클래식 시즌3 4강 B조로 3:0 셧아웃시키며 결승 진출에 성공, 하지만 SK플래닛 스타크래프트 프로리그 시즌1 1라운드 CJ전 1세트에서는 패했다. 또 SK플래닛 스타크래프트 프로리그 시즌2 2라운드 CJ전 전반전 1세트에서도 패했다.

#### 김동주
김동주와의 전적은 공식전만으로는 2:0, 비공식전까지 합치면 4:0 더 강세. 11차 MSL 서바이버 토너먼트 G조 4경기, 신한은행 프로리그 2007 전기리그 2라운드 한빛전 1세트 승리(그러나 뒷선수들이 내리 3개의 세트를 내주며 3:1 역전패를 하고만다.), 비공식전인 인크루트 스타리그 2008 예선 G조 4강에서도 2:0으로 승리하였다.

#### 차명환
차명환과의 전적은 공식전만으로는 2:0, 비공식전까지 합치면 4:0 더 강세다. 1차 스타챌린지 2008 예선 I조 결승에서 2:0 승리, 신한은행 프로리그 08-09 3라운드 삼성전자전 2세트에서도 승리, 신한은행 프로리그 10-11 5라운드 삼성전자전 7세트에서도 승리하며 팀의 승리를 이끌었다.

#### 박지수
박지수와의 전적은 공식전만으로는 2:1, 비공식전까지 합치면 4:1 더 강세다. 2006년 3월에 비공식전인 2006 1차 MBC Movies배 서바이버 예선 3조 8강에서 2:0 승리, 신한은행 스타리그 2006 Season 3 24강 E조 2경기에서도 승리, 신한은행 프로리그 2007 전기리그 2라운드 르까프전 2세트에서도 변형태가 승리, 그러나 아레나 MSL 2008 32강 A조 승자전에서는 처음으로 패하며 상대 박지수가 먼저 16강에 진출했다.

#### 구성훈
구성훈과의 전적은 공식전만으로는 1:1 타이, 비공식전까지 합치면 1:3으로 밀린다. e스타즈 월드토너먼트 64강 13조에서 0:2 완패 탈락, 신한은행 프로리그 08-09 1라운드 르까프전 4세트는 승리, 그러나 신한은행 프로리그 10-11 3라운드 화승전 3세트에서는 패했다.

## 전적
|             | 경기 | 승-패   | 승률  |
| ----------- | ---- | ------- | ----- |
| 대 테란     | 175  | 100–75  | 57.1% |
| 대 저그     | 201  | 113–88  | 56.2% |
| 대 프로토스 | 182  | 95–87   | 52.2% |
| 총합        | 558  | 308–250 | 55.2% |

## 트리비아
- 드라마 주인공 변형태 : 2007년 가을에 MBC에서 방영된『9회말 2아웃』이란 드라마가 있었다. 당시 탤런트 이정진이 분한 극중 주인공 이름이 다름 아닌 변형태였는데, 각본을 쓴 작가가 변형태의 열렬한 팬이었다고. 보도기사
- 광전사 : 변형태를 대표하는 광전사(버서커)란 닉네임은 온게임넷 엄재경 해설의 작품이다. 변형태 본인도 그 별명을 마음에 들어했으며, Daum 스타리그에 참가할 당시엔 아이디를 Berserker로 바꾸기도 했고, 현재도 쓰고 있다.
- 변형태 vs 김성기 : 변형태와 가장 절친한 프로게이머는 한 때 같은 팀의 동갑내기 테란 유저 김성기였다. 신한은행 프로리그 2007 후기리그에서 두 선수는 나란히 좋은 승률을 기록하며 많은 인터뷰 기회를 가졌는데, 그때마다 상대를 비방하는(?) 인터뷰를 주고 받으며 팬들의 재미를 더했었다.

## 콩라인 멤버
변형태는 비공식 리그까지 합치면 2회 준우승이다. 2007 다음 스타리그에서 김준영에게 패하며 준우승, 곰TV 클래식 대회 (비공식) 이영호에게 패하며 준우승을 차지했다. 사실상 비공식 대회 포함 2회 준우승으로 반콩라인에 확정됐지만 공식대회인 아발론 MSL에서 기적같은 드라마로 준결승까지 올랐지만 한상봉에게 2:3 역스윕을 당하며 패했다.

## 주요 기록

### 선수 경력
메이저 개인리그 준우승 1회
- 2005년 EVER 스타리그 2005 8강
- 2006년 신한은행 스타리그 2005 16강
- 2006년 SKY 프로리그 2005 후기리그 정규리그 MVP
- 2006년 SKY 프로리그 2005 후기리그 팀플전 다승왕
- 2006년 신한은행 스타리그 2006 시즌1 8강
- 2006년 신한은행 스타리그 2006 시즌2 8강
- 2007년 신한은행 스타리그 2006 시즌3 3위
- 2007년 곰TV MSL 시즌1 16강
- 2007년 신한은행 마스터즈 3위
- 2007년 Daum 스타리그 준우승 (2:3 김준영)
- 2007년 블리즈컨 2007 스타크래프트 부문 3위
- 2007년 EVER 스타리그 2007 16강
- 2008년 곰TV 스타 인비테이셔널 4강
- 2008년 곰TV TG삼보-인텔 클래식 2008 시즌1 16강
- 2008년 인크루트 스타리그 2008 36강
- 2008년 클럽데이 온라인 MSL 16강
- 2008년 곰TV TG삼보-인텔 클래식 2008 시즌2 32강
- 2009년 로스트사가 MSL 2009 32강
- 2009년 08-09 신한은행 위너스리그 우승(CJ엔투스)
- 2009년 곰TV TG삼보-인텔 클래식 2008 시즌3 준우승 (1:3 이영호)
- 2009년 아발론 온라인 MSL 2009 4강
- 2009년 NATE MSL 2009 32강
- 2013년 아이템베이 8차 소닉 스타리그 32강
- 2015년 스베누 스타리그 시즌 2 듀얼 토너먼트 24강

### 코치 경력
- 2013 HotS GSTL Pre Season 준우승
- 2013 벤큐 글로벌 스타크래프트 II 팀 리그 시즌 1 4위
- 2013 HOT6 글로벌 스타크래프트 II 팀 리그 시즌 2 준우승